# 武洲丸
武洲丸（ぶしゅうまる）は、日之出汽船（現：NYKバルク・プロジェクト貨物輸送）が保有した貨物船である。1918年に進水し、初期は若葉丸の船名で佐藤商店が船主だった。太平洋戦争中の1944年9月25日に徳之島から本土に疎開する民間人ら200人以上を乗せて航行中、アメリカ海軍の潜水艦により撃沈されて乗船者の8割以上が死亡した。南西諸島からの疎開船のうち、対馬丸以外で潜水艦に撃沈された唯一の船である。

## 船歴
武洲丸は、第一次世界大戦の船舶特需の中で、横浜市鶴見区の浅野造船所で建造され、1918年（大正7年）に進水した。浅野造船所内でD型船と呼ばれた1,200トン級貨物船の1隻で、同型船として勢洲丸、相洲丸、対洲丸の3隻が同所で建造されており、若葉丸型、武洲丸型と総称されることもある。竣工時のトン数は1,219総トン。船尾に機関室、船体中央に船橋を置いた形式の小型貨物船である。小型船に珍しく吊上げ能力が大きなヘビーデリックを装備しているのが特色で、設備の不十分な港湾での荷役や重量物運搬に適した設計だった。D型船のうち武洲丸以外の3隻は浅野造船所のストックボートとなり、後に同じ浅野財閥系の日之出汽船へ引き取られた。日之出汽船ではこの3隻のうち勢洲丸に改造を施してレール等の長尺物の運搬に適した貨物船の開発・研究を行っており、その設計は後に、東海道本線丹那トンネル用の25m軌条運搬を目的として浅野造船所が建造した長尺物運搬船八幡丸（日之出汽船、1,851総トン）級の原型に流用されて好評を博し、小型化された豊国丸型2隻、拡大型の五十鈴丸型2隻、八幡丸級と同型の第二靑山丸型他55隻、1D型戦時標準船22隻、その他数隻に派生した。これら貨物船はまとめて日之出型貨物船と称された。
武洲丸は浦賀の株式会社佐藤商店が船主となり、初めは若葉丸と命名された。そのため、前述した同型船3隻とは経緯が異なっている。その後、1926年（大正15年・昭和1年）に若葉丸も日之出汽船に取得され、翌年までに武洲丸と改名した。
太平洋戦争中も武洲丸は軍の徴用を受けず民需用の商船として運航されたが、開戦半年前の1941年（昭和16年）5月11日付で、民間商船のまま乗員は海軍軍属として扱われる海軍指定船に指定されている。開戦後に船舶運営会が創設されると、武洲丸も他の全て民需船と同様に国家徴用され、船舶運営会が運航実務者に選定した山下汽船を通じて管理されることになった。

## 撃沈
武洲丸に最期が訪れたのは、太平洋戦争後期の1944年（昭和19年）9月である。9月8日に台湾の基隆港を那覇港に向け出港したタカ808船団に加入し、途中でアメリカ潜水艦スペードフィッシュの襲撃で僚船4隻が沈没しながらも、武州丸は無事に那覇へ到着した。そして、徳之島から九州本土へ疎開する民間人を運ぶため、船団とは別れて奄美大島へ向かった。当時、アメリカ軍の上陸に備えるため、南西諸島各地で女性・子供・高齢者の本土および台湾疎開が勧告されていた。
奄美大島の古仁屋に到着した武洲丸は、鹿児島港から奄美大島名瀬港経由で来た姉妹船相洲丸と合流。古仁屋で、小船によって徳之島から集合していた疎開者の搭乗を開始した。15歳未満の子供77人を含む民間人154人が乗り込んだほか、陸海軍関係者24人が便乗した。乗員側は、軍属船員36人と自衛火器を操作する海軍警戒隊（人数不明）である。船倉を居住区画として使用したほか、船倉内は暑いため上甲板にも3番デリックを中心に日除けテントを張って寝泊まりした。なお、相洲丸は先に名瀬港で杭木500トンを積んでおり、疎開者の家財類を担当した。
9月24日朝、武洲丸と相洲丸の2隻で編成された臨時ナカ502船団は、第89号駆潜特務艇と第200号駆潜特務艇の護衛で奄美大島から出航した。7.5ノットのゆっくりした速度で、26日午前に鹿児島到着予定であった。2晩目に入った25日午後9時2分頃、諏訪之瀬島北西13km付近の洋上を雷雨をついて航行していた武洲丸は、アメリカ潜水艦バーベルの雷撃を受けた。魚雷が命中した武洲丸は急速に浸水し、北緯29度46分 東経129度40分 / 北緯29.767度 東経129.667度の地点で沈没した。相洲丸は爆雷で反撃しつつ離脱し、護衛艦が救助活動を行ったが収容されたのはわずかで、疎開者148人・便乗軍関係者18人・軍属船員11人・海軍警戒隊員5人の計182人が死亡した。なお、日本海軍は第453海軍航空隊と沖縄海軍航空隊古仁屋派遣隊の水上機を出動させて27日まで対潜掃討を行ったが、成果は無かった。

## 慰霊等
他の戦没船の多くと同様、武洲丸の沈没は戦時中に公表されず、生存者に対しても秘密保持が求められた。遺族ですらも、密かに病院を抜け出した生存者が発した電報からの口コミで遭難を知ったという。戦後も対馬丸に比べて知名度は低く、前橋松造の調査によると郷土史文献に船名が登場したのは1978年（昭和53年）発行の『天城町史』が初めてである。
33回忌の年忌供養にあたる1976年（昭和51年）に徳之島住民らの寄付によって徳之島町亀徳へ慰霊碑が建立され、遺族らによる慰霊祭が毎年行われている。慰霊碑周辺は「なごみの岬公園」となっており、軍隊輸送船富山丸の慰霊碑も立っている。2006年（平成18年）には日本政府主催の洋上慰霊祭が初めて行われた。対馬丸遭難学童特別支出金のような民間人遺族への補償を求める意見もあるが、実現していない。